# Hamlet (banda)
|  | Per a altres significats, vegeu «Hamlet». |

Hamlet és una banda de metall de Madrid, en actiu des de 1987. El nom del grup l'hi deuen a un antic bateria de l'agrupació, que va arribar a un assaig amb l'obra Hamlet de William Shakespeare, i van decidir donar-li al grup aquest nom. Malgrat ser fundat anys enrere, el grup musical va prendre com a data d'inici l'any 1993.
L'agrupació ha gravat deu àlbums d'estudi i el seu estil ha evolucionat al llarg del temps, tenint com a influències a Pantera, Sepultura i Slayer.

## Història

### Inicis
La banda es va formar en 1987 a Madrid, amb José Molinero (conegut sota l'àlies de J. Molly) i Luis Tárraga ja en ella. Al principi van intentar editar un àlbum cantant en anglès, però el projecte va fracassar i finalment no va veure la llum, posteriorment van decidir cantar en espanyol. El seu estil llavors girava entorn del hard rock vuitanter, present en la seva maqueta homònima i el seu primer àlbum d'estudi, Peligroso, endurint-se més en aquest últim, aproximant-se així més al heavy metal. La banda més endavant va negar aquest so i va prendre com a orígens de la banda el seu següent àlbum, Sanatorio de muñecos, en el qual van evolucionar cap al metall alternatiu.

### Sanatorio de muñecos(1994)
En 1994 la banda va fitxar per la després extinta discogràfica Romilar-D i van viatjar a Morrisound Studios de Florida per gravar el seu segon disc, anomenat Sanatorio de muñecos, sota la producció de Tom Morris. La banda va experimentar un canvi en el seu estil: va evolucionar cap al metall alternatiu. Se sol nomenar el nu metall per referir-se a aquest temps, a causa dels seus riffs inspirats i a una secció rítmica i pesada, però realment és una fusió entre rap metall, rock alternatiu i hardcore punk, a més d'incloure baixos funk i veus guturals. Les lletres també van experimentar un canvi, perquè van començar a parlar de denúncia social i política. L'agrupació va prendre aquest àlbum com el primer, essent aquests els inicis de la seva carrera, negant així els seus anteriors treballs. En aquest àlbum es va incorporar el bateria Paco Sánchez. El cinquè tema de l'àlbum, anomenat «Qué Voy a Hacer», va formar part de la banda sonora de la pel·lícula espanyola Historias del Kronen.

### Revolución 12.111(1996)
Dos anys després de la publicació de Sanatorio de muñecos, va sortir a la llum el tercer àlbum d'estudi de la banda, Revolució 12.111, sota la mateixa producció i lloc d'enregistrament que el seu antecessor, però amb un altre segell, Zero Records, creat per l'agrupació i per Juan Hermida exclusivament per a aquest àlbum, i amb el qual van treballar en els seus dos següents discos d'estudi. El treball es caracteritzava per una ràpida execució dels temes, la qual cosa va fer que anessin qualificats, de forma errònia, com a banda de thrash metall, malgrat que mostraven influències de bandes incloses en l'estil com a Pantera, Slayer o Sepultura; també va ser considerat àlbum de nu metall.
A causa de la lletra del primer tema de l'àlbum, J.F., van ser censurats en les radiofórmules espanyoles. Aquest tema també va ser l'encarregat de convertir-se en el primer videoclip de la banda. En el mateix any 1996, també van treure el seu primer treball gravat en directe, Irracional - En directe, un EP amb cinc cançons dels seus àlbums Sanatorio de muñecos i Revolución 12.111. Després d'en llançament de Revolución 12.111 la banda va actuar en festivals espanyols de l'època com Festimad, Dr. Music o Espárrago Rock. A més van tocar al costat de bandes com Fear Factory, a Portugal Clawfinger a Suïssa, a Mèxic amb Control Macheteo Rage Against the Machine a Granada, sent Hamlet els teloners d'aquests últims.

### Insomnio(1998)
Més tard, en 1998, es va publicar Insomnio, el seu quart disc d'estudi. En ell, la banda va evolucionar cap al nu metall, deixant el hardcore punk, fent-se d'aquesta manera el seu estil més melòdic i amb una major alternança rítmica en les composicions. Va ser produït per Colin Richardson, qui ja havia produït a altres bandes com a Sepultura, Slipknot o Machine Head, i continuarà amb Hamlet en els seus dos següents treballs. L'enregistrament va ocórrer en el Regne Unit. En aquest treball, la banda comença a deixar una mica de costat, però sense desaparèixer, la denúncia social per centrar-se en temàtiques més personals. Durant aquesta temporada, la companyia discogràfica Roadrunner Records li va proposar a la banda cantar en anglès i van gravar maquetes en aquest idioma, però l'agrupació es va negar perquè afirmaven que perdien personalitat.

### El inferno(2000)
L'any 2000, va sortir l'àlbum El inferno, en el qual les temàtiques es van tornar més personals, deixant de costat la reivindicació social, amb lletres més indirectes. A més, a partir del disc es va publicar un EP, Denuncio a Dios, amb cançons dels seus anteriors treballs. Al setembre de 20101 van actuar a la 7a edició del Festival de Rock d'Alaquàs amb O'funk'illo.

### Hamlet(2002)
Dos anys després, en el 2002, el grup va abandonar Zero Records i va publicar amb Locomotive Records un àlbum homònim, que va ser conegut popularment com l'Àlbum Negre. En ell van experimentar una petita evolució cap a un so una mica més potent que en el seu anterior treball. En aquest any també va sortir el segon single del grup, el del tema Limítate, que incloïa una cançó amb el duo de rap Duo Kie titulada Mal Camino i Out In The Cold, versió d'una cançó de Judas Priest.

### Directo(2003)
L'any 2003 l'agrupació va treure a la llum el seu primer àlbum en directe de llarga durada i l'últim amb Augusto Hérnandez al baix, que la va abandonar en el 2004 per fundar en el 2006 una banda de rock, Piel y hueso, en la qual és el guitarrista i el vocalista. El lloc d'aquest músic va ser ocupat per Álvaro Tenorio.

### Syberia(2005)
En 2005 va sortir a la venda un nou disc de Hamlet, titulat Syberia. La banda va evolucionar cap a un so amb un tempo més lent que en àlbums anteriors, més melòdic (sobretot en la veu) i atmosferes més emocionals i fosques. Tots aquests canvis van tenir com a resultat la pèrdua d'alguns fans més antics, que van ser substituïts pels provinents de noves generacions. En aquest disc també la banda va deixar de comptar amb Colin Richardson com a productor, a causa de problemes d'agenda d'aquest, lloc que ocuparia en aquest treball Alberto Seara. Els temes Imaginé, Para toda una vida i Serenarme (en la desolación) van tenir videoclips, sent el del primer tema citat inspirat en el de la cançó Minerva de Deftones.

### Pura vida(2006)
Posteriorment, durant el 2006, es va publicar l'àlbum Pura vida, en el qual Colin Richarson va participar de nou com a mesclador. En ell la banda va mostrar unes lletres més vives i amb més acció davant els successos de la vida. La música també va ser més clara i propera. Aquest disc va haver de canviar la portada, perquè hi havia una altra banda de Chicago que va treure un treball amb una portada similar i el mateix títol.

### Gira del 15 Aniversari (2008)
Durant els mesos de març i abril de l'any 2008, la banda va realitzar una gira per Espanya en commemoració de l'enregistrament de l'àlbum que considerava com el seu primer treball, Sanatorio de muñecos. En ella van tocar només temes dels seus discos Revolució 12.111 i el citat anteriorment, Sanatorio de muñecos i van anunciar el seu fitxatge amb Roadrunner. La gira es va iniciar l'1 de març a Saragossa.
Durant el festival del Viñarock, a finals d'abril, Pedro Sánchez, guitarrista de la banda, va anunciar que abandonava l'agrupació, per no poder compatibilitzar el seu treball amb la banda. El grup va rebre suports de diversos guitarristes com Javi de S.A., Bernardini i Jorge de Skizoo i Sôber, Chifli d'Habeas Corpus i Igor de Kalte, per ocupar el lloc de la guitarra durant el festival. Al final el lloc de Pedro Sánchez va ser ocupat per Alberto Martín, músic que ja havia tocat amb Kaothic i Skunk D.F. i amb qui van concloure la gira.

### La puta y el diablo(2009)
Amb aquesta nova incorporació a la guitarra, es va publicar el novè àlbum de Hamlet, La puta y el diablo el 6 d'abril del 2009. En aquest àlbum, la banda va mostrar un estil diferent, caracteritzat per major tecnicitat, veus més agressives i bateria que executava ritmes ràpids, a més de tractar temàtiques relacionades amb l'agonia, el sofriment, la ràbia, entre altres sentiments. En alguns temes s'aprecien certs tocs més depressius i elaborats amb pinzellades post-hardcore. També l'agrupació va tendir a experimentar tant en veus com en guitarres. Luis Tárraga va utilitzar guitarra clàssica en el tema En el nombre de Dios. La cançó No habrá final és pràcticament instrumental, i va tenir com a origen la intro d'un altre tema. En aquest àlbum, Hamlet va recuperar la feresa que van tenir antany en altres treballs com a Sanatorio de Muñecos o Revolució 12.111, i li va donar la intensitat, la profunditat i la densitat d'El Inferno. Aquest treball va aconseguir el lloc núm. 33 de les llistes d'èxit als nou dies de la seva publicació.
El nom d'aquest disc se li va ocórrer a Luis Tárraga arran d'una vinyeta d'un còmic de Frank Miller en la qual se cita la puta del diable, expressió hispanoamericana i nord-americana per designar a les monges. Les mescles van estar a càrrec de Logan Mader, el que va ser guitarrista de Machine Head i Soulfly. Durant la gira d'aquest disc, que va recórrer Estats Units i Europa, Hamlet va tocar en festivals com el Extremúsika a Mèrida el 17 d'abril, en l'Euskal Strong Festival el 25 d'abril a Durango (Biscaia) i en el Vinya Rock l'1 de maig en Villarrobledo.

### Amnesia(2011)
L'any 2011, la banda va anunciar en Twitter i Facebook la publicació del seu desè disc, titulat Amnesia en la primavera d'aquest any. La producció estava a càrrec de Carlos Santos (Ictus, Another Kind Of Death), mentre que Fredrik Nordström, guitarrista de Dream Evil i productor de bandes com In Flames, Dimmu Borgir, Soilwork, Opeth o Arch Enemy es va ocupar de les mescles en els Estudis Fredman de Suècia. Per a aquest treball, l'agrupació va fitxar per l'agència de contractació Weird World. No obstant això, l'11 de maig de 2011, va aparèixer una nota en el Facebook del conjunt musical:
| « | Com tots/esens pregunteu per Amnesia i quan eixirà, podem confirmar que no eixirà fins setembre. Degut a canvis en el nostre segell, hem decidit fer les coses bé i esperar un temps. El disc està gravat, mesclat i masteritzat. Tenim portada triada, etc., etc. Estem encantats amb el resultat i el mateix la gent que va a editar-lo, per això volem cuidar-lo amb mimo. Posarem algun avanç, alguns vídeos d'estudi, direm els títols de les cançons, ensenyarem la portada i volem fer un video-clip aviat. Però sobre tot volem el recolzament dels nostres seguidors perquè el nostre disc, si us agrada, arribe el més lluny possible. Ja que per a això ningú ho farà millor que vosaltres. Mentre ens veiem en els concerts (prompte s'anunciaran alguns més) Salutacions de tot Hamlet. | » |

En un concert el 25 de juny en el Vessi Rock 2011, Augusto Hernández va tornar a tocar el baix substituint a Álvaro Tenorio després que aquest va sofrir un accident i es va trencar un dit a la seva mà esquerra. L'agrupació musical va confirmar la recuperació d'Álvaro poc després.

### Vivo en él i Reedició de Sanatorio(2014)
A través d'una campanya de micromecenatge editen en 2014 un DVD titulat "Vivo en él" amb els concerts de Joy Eslava (Amnesia Tour, divendres 2 de març de 2012) i Sala Rockitchen (Insomnio Tour, divendres 12 d'abril de 2013), els dos gravats a Madrid. A més d'un llibre anomenat "Para toda una vida" replet de fotos de l'última gira.
En el mateix projecte de micromecenatge s'edita la versió remasteritzada de Sanatorio de muñecos (a causa del seu 20 aniversari) amb nou art gràfic i incloent el EP Irracional també remasteritzat (per Alex Cappa en the Metall Factory Studios) i un DVD amb el concert ofert en el HellFest 2012 en la presentació d'Amnesia.
Als fans participants en la campanya de micromecenatge se'ls va obsequiar amb pues del grup, adhesius i pòsters signats per tots els membres del grup, a més dels seus noms escrits en els agraïments dels dos treballs.

El 6 d'octubre de 2014 la banda comunica la sortida del grup d'Alberto Marín amb el següent comunicat:
| « | Després de 6 anys formant part de la banda tant Alberto Marín com nosaltres hem decidit donar per finalitzada la nostra trajectòria junts en el grup. Alberto ha de poder dedicar-se per complet als seus projectes personals i creiem que és el just en aquest moment perquè res entorpeixi tant la seva carrera com la nostra. Per descomptat li desitgem el millor i li agraïm aquests anys tan fantàstics amb nosaltres. Ja tenim un substitut temporal per al futur i concerts mes propers començant pel de Jaén aquest 11 d'octubre, es tracta de Ken Hc (Def Con Dos, Bitter Mambo, etc...) Gran guitarrista i gran amic del grup que fa que això segueixi sonant bestial. L'últim concert de comiat d'Alberto amb nosaltres serà a Saragossa, el 9 d'octubre dins de les Festes del Pilar al costat de In Flames i més bandes. | » |

## So i influències
L'estil de la banda ha evolucionat al llarg de la seva història, passant per diversos gèneres, entre ells el hard rock dels seus inicis; el metall alternatiu, hardcore punk i rap metall dels seus treballs Sanatorio de muñecos i Revolución 12.111; el nu metall dels seus àlbums Insomnio, El inferno i Hamlet. Els discos Syberia i Pura vida van ser més melòdics i foscos. Sobre el seu novè treball, La puta i el diablo, Alberto Marín, guitarrista de la banda, va comentar: 
| « | Aquest és un disc difícil d'etiquetar, perquè és salvatge, és intens, de vegades melòdic, és rèpid... És La puta i el diable. | » |

Entre les influències de Hamlet estan Pantera, Sepultura i Slayer. Els membres també han citat com a agrupacions favorites a Rage Against the Machine, Machine Head, AC/DC, Iron Maiden, Judes Priest, Mastodon, Muse, Trivium, Rush, Porcupine Tree Neurosi, Isis, Jesu, Winger, Deftones, Korn, i a Pink Floyd.

## Relació amb altres bandes
Hamlet ha col·laborat amb diverses bandes espanyoles. Així, per exemple, J. Molly ha participat en àlbums d'Estirpe, Stravaganzza o Idi Bihotz, entre altres i va participar en un projecte paral·lel anomenat Conato de Violencia, l'any 1994 amb Alberto Madrid (ex-bateria de Sôber) en la bateria, Mario Madrid i Chiqui Lluna com a guitarristes i Álex García com a baixista, produït pel mateix Alberto Madrid. De la mateixa manera, Luis Tárraga ha produït a diversos artistes com a Skunk D.F., Coilbox, Freakmind o a Cripta.
Molly va cantar la cançó "Rejas" del disc gravat en directe Salud y rocanrol del grup navarrès Barricada de l'any 1997, on col·labora també en la cançó "En blanco y negro" al costat de Rosendo i Yosi de Los Suaves.

## Membres
- J. Molly (Veu)
- Luis Tárraga (Guitarra)
- Ken HC (Guitarra)
- Paco Sánchez (Bateria)
- Álvaro Tenorio (Baix)

### exmembres
- Javier Gómez (Baix)
- Javier Rocaverti (Bateria)
- Pablo Gianni (Bateria)
- Augusto Hernández (Baix)
- Pedro Sánchez (Guitarra)
- Alberto Marín (Guitarra)

## Discografia

### LP
- Peligroso, Vulcano / Dro (1992)
- Sanatorio de muñecos, Escila / Romilar D, Zero Records (1994)
- Revolución 12.111, Zero Records (1996)
- Insomnio, Zero Records (1998)
- El Inferno, Zero Records (2000)
- Hamlet, Locomotive Music (2002)
- Syberia, Locomotive Music (2005)
- Pura vida, Locomotive Music (2006)
- La puta y el diablo, Roadrunner Records (2009)
- Amnesia, Kaiowas (2011)
- Sanatorio de muñecos Reedición, Irracional Records (2014)
- La ira, Maldito Records (2015)

### Àlbums en directe
- Irracional - En directo, Zero Records (1996)
- Directo, Locomotive Music (2003)
- Vivo en él, Irracional Records (2014)

### EP
- "Hamlet", Vulcano / DRO (1991)

### Inèdits
- Life goes on, Avispa records

### Senzills
- «J.F.», Zero Records (1996)
- «Irracional - En directo», Zero Records (1996)
- «Denuncio a Dios + 4», Zero Records (2000)
- «Limítate», Locomotive Music (2002)
- «Imaginé», Locomotive Music (2005)
- «Para toda una vida», Locomotive Music (2005)
- «Serenarme (en la desolación)», Locomotive Music (2006)
- «En mi nombre», Locomotive Music (2006)
- «Siete Historias Diferentes», Roadrunner Records (2010)
- «Un mundo en pausa», Kaiowas (2011)

### Àlbums tribut
- Metal Gods - Tribut a Judes Priest

## Vídeos i videoclips
- J.F. (Clip, 1996)
- Antes y Después (Clip, 1998)
- Limítate (Clip, 2002)
- Directo (DVD+CD, 2003)
- Imaginé (Clip, 2005)
- Para Toda Una Vida (Clip, 2005)
- Serenarme (En La Desolación) (Clip, 2006)
- En Mi Nombre (Clip, 2006)
- Siete Historias Diferentes (Clip, 2010)
- Un Mundo en Pausa (Clip, 2011)
- Vivo en él (DVD+CD, 2014)
- Un Mundo en Pausa (En directe) (Clip, 2014)
- Mi religión 2015